# Eana samarcandae
Eana samarcandae es una especie de lepidóptero del género Eana, familia Tortricidae.
Fue descrita científicamente por Razowski en 1958.

## Distribución
Se encuentra en Uzbekistán.